# Жакауов, Акназар
Акназар Жакауов (каз. Акназар Жақауов; 1884, Закаспийская область — 10 февраля 1959, Ералиевский район, Мангистауская область) — Старший табунщик колхоза имени Калинина Шевченковского района Гурьевской области, Казахская ССР. Герой Социалистического Труда (1948).

## Биография
Родился в 1887 году на территории Закаспийской области (ныне — Мангистауская область Казахстана). Казах. Беспартийный.
С юных лет занимался животноводством, особенно преуспел в работе с лошадьми, что определило его будущую профессию. В период коллективизации вступил в колхоз имени Калинина Шевченковского района, где продолжил работать табунщиком, демонстрируя профессионализм и трудолюбие.
В годы Великой Отечественной войны правление колхоза назначило Акназара Жакауова старшим табунщиком. Благодаря его самоотверженному труду, колхоз обеспечивал фронт отличными лошадьми, что вносило вклад в общую победу.
После войны он активно участвовал в восстановлении и увеличении поголовья лошадей. Его трудовые достижения стали примером для всего региона:
- В 1947 году от 65 конематок было выращено 63 жеребёнка.
- В 1948 году от 97 конематок он вырастил 96 жеребят, что стало выдающимся показателем.

Его умение бережно и эффективно работать с лошадьми позволило колхозу достигать высоких производственных результатов.
Указом Президиума Верховного Совета СССР от 23 июля 1948 года «за получение высокой продуктивности животноводства в 1947 году при выполнении колхозом обязательных поставок сельскохозяйственных продуктов и плана развития животноводства» удостоен звания Героя Социалистического Труда с вручением Ордена Ленина и золотой медали Серп и Молот.
В 1950-е годы Акназар Жакауов продолжал плодотворно трудиться в колхозе имени Калинина, передавая свой опыт молодым животноводам. Его труд стал важной частью развития сельского хозяйства Казахстана.

## Память
Улице в селе Сайына Шапагатова Тупкараганского района Мангистауской области присвоено имя «Жакауов Акназар».